# 리영래
리영래(미상 ~ )는 조선민주주의인민공화국의 정치인이다. 조선로동당 중앙위원회 위원 겸 중앙정무국 민방위부 부장이다.

## 경력
조선인민군 장령 출신으로 2002년 4월 인민군 소장을 거쳐 2012년 2월에 중장으로 승진했다. 2016년 5월, 조선로동당 제7차 대회에서 조선로동당 중앙위원회 위원 겸 중앙정무국 민방위부 부장에 임명되었다.

## 최고인민회의 대의원
2014년 3월, 최고인민회의 제13기 대의원을 지냈다.